# Joio ou Trigo
Joio Ou Trigo é um álbum de estúdio do cantor Rodolfo Abrantes juntamente com a banda O Muro de Pedra, lançado em novembro de 2015 pela gravadora Onimusic.
O disco foi precedido pelo lançamento do primeiro single, "Eu Sou Este Lugar" e, em seguida, com a música romântica "Todo Dia, Até Morrer". Foi o primeiro álbum do cantor em que levou o nome da sua banda de apoio O Muro de Pedra, formada pelos então músicos Victor Pradella na guitarra e no back-vocal, Thiago Tonini no contra-baixo e Anderson Kuenhe na bateria.
| Críticas profissionais | Críticas profissionais |
| Avaliações da crítica  | Avaliações da crítica  |
| Fonte                  | Avaliação              |
| ---------------------- | ---------------------- |
| Super Gospel           | [ 1 ]                  |

## Lista de Faixas
| Num.          | Título                        | Composição       | Produção                        | Duração |
| ------------- | ----------------------------- | ---------------- | ------------------------------- | ------- |
| 1.            | "Tudo Mais Pode Esperar"      | Rodolfo Abrantes | Gabriel Reinert Victor Pradella | 6:15    |
| 2.            | "Eu Sou Este Lugar"           | Rodolfo Abrantes | Gabriel Reinert Victor Pradella | 6:43    |
| 3.            | "Quem É Essa?"                | Rodolfo Abrantes | Gabriel Reinert Victor Pradella | 5:39    |
| 4.            | "O Tempo Mudou"               | Rodolfo Abrantes | Gabriel Reinert Victor Pradella | 6:26    |
| 5.            | "Pisaduras"                   | Rodolfo Abrantes | Gabriel Reinert Victor Pradella | 5:54    |
| 6.            | "Teu Amou Me Aproxima Do Céu" | Rodolfo Abrantes | Gabriel Reinert Victor Pradella | 5:45    |
| 7.            | "Todo Dia, Até Morrer"        | Rodolfo Abrantes | Gabriel Reinert Victor Pradella | 3:29    |
| 8.            | "Tão Sublime"                 | Rodolfo Abrantes | Gabriel Reinert Victor Pradella | 5:17    |
| 9.            | "Joio Ou Trigo"               | Rodolfo Abrantes | Gabriel Reinert Victor Pradella | 5:54    |
| 10.           | "Veja a Terra Te Adorar"      | Rodolfo Abrantes | Gabriel Reinert Victor Pradella | 5:51    |
| Duração Total | Duração Total                 | Duração Total    | Duração Total                   | 54:73   |

## Formação
- Rodolfo Abrantes - guitarra, compositor e voz
- Victor Pradella - guitarra e produtor
- Thiago Tonini - baixo
- Anderson Kuehne - bateria